# Пенго, Поликарп
В Википедии есть статьи о других священнослужителях, известных по имени Поликарп
Поликарп Пенго (англ. Polycarp Pengo; род. 5 августа 1944, Мвазие, Танганьика) — танзанийский кардинал. Епископ Начингвеа с 11 ноября 1983 по 17 октября 1986. Епископ Тундуру-Масаси с 17 октября 1986 по 22 января 1990. Коадъютор с правом наследования архиепархии Дар-эс-Салама с 22 января 1990 по 22 июля 1992. Архиепископ Дар-эс-Салама с 22 июля 1992 по 15 августа 2019. Кардинал-священник с титулом церкви Ностра-Синьора-де-Ла-Салетте с 21 февраля 1998. 